# Руппель, Алоис
Алоис Леонхард Руппель (21 июня 1882 года, Опперц (Нойхоф, земля Гессен)— 11 июля 1977 года, Майнц) — немецкий историк, архивист и библиотечный работник. Директор музея первого европейского типографа Гутенберга в Майнце (1920—1962).

## Биография
Родился 21 июня 1882 года в Опперце, который сегодня входит в муниципалитет Нойхоф (округ Кассель). Окончил школу в Ханау, с лета 1904 года изучал историю, немецкий язык, латынь и географию в Вюрцбурге, Марбурге, Берлине, Мюнстере и Страсбурге. Во время учебы в Вюрцбурге он вступил в католическую студенческую ассоциацию (WKSt.V. Unitas Hetania). В Берлине, благодаря одному докладу, Руппель был замечен, и назначен наставником принца Альбрехта фон Гогенцоллерна.

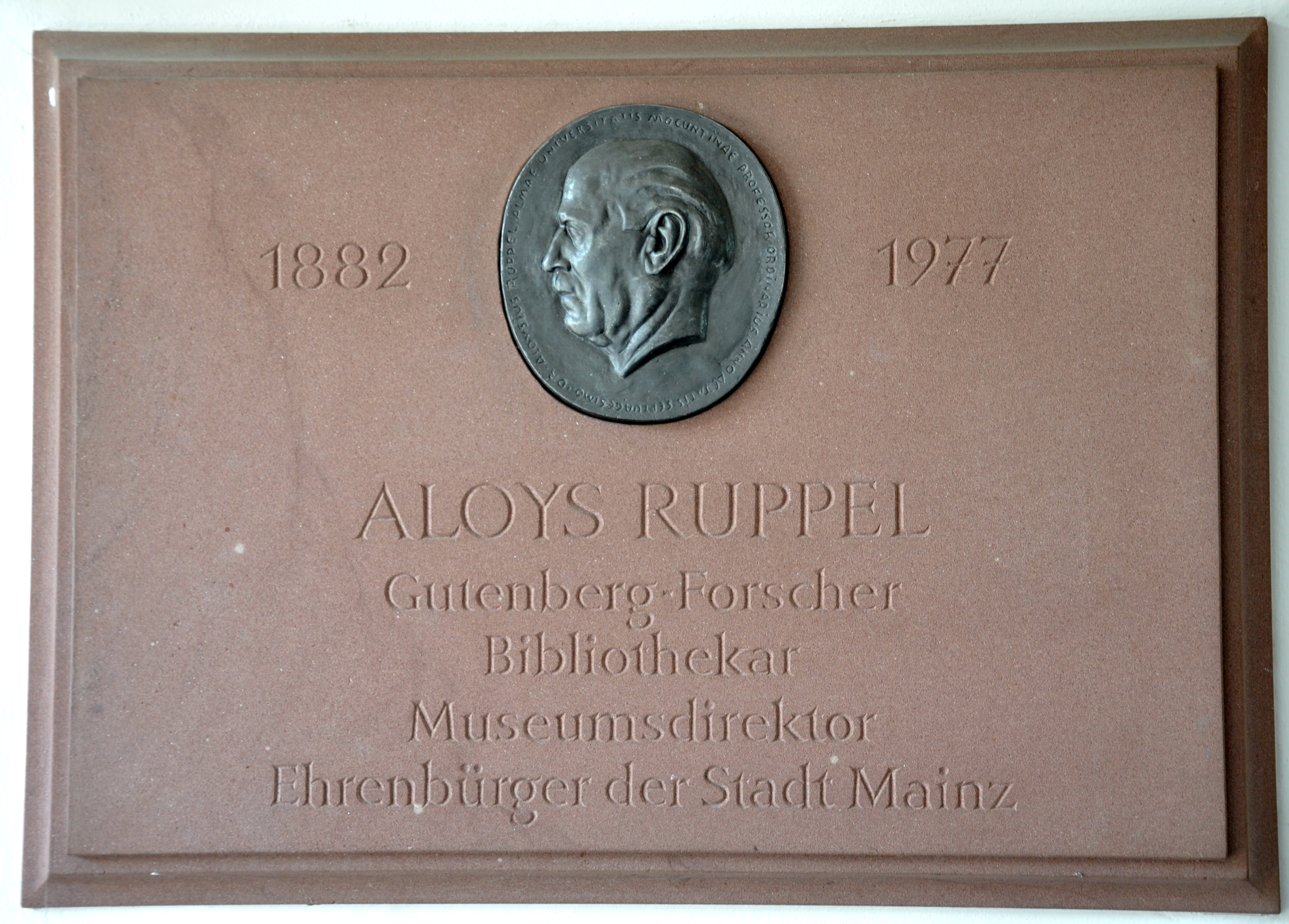
Памятная доска в честь А.Руппеля. Майнц

В 1908 году он получил докторскую степень в Мюнстере и следующие два года работал волонтёром в Прусском историческом институте в Риме. В 1911 году он стал помощником архивариуса и библиотекарем районного архива Лотарингии в Меце, а в 1914 году стал его последним директором имперского архива.
После Первой мировой войны он перешел на работу в библиотеку и в 1919 году стал руководителем Государственной библиотеки Фульды .
В 1920 году Руппель стал директором городской библиотеки Майнца и связанных с ней учреждений, городского архива, мюнцкабинета (нумизматического кабинета) и музея Гутенберга с библиотекой Гутенберга. С 1926 года он был основателем и издателем «Ежегодника Гутенберга» (Gutenberg-Jahrbuch) и авторитетным членом правления Общества Гутенберга .
23 июня 1933 года (за день до Дня Святого Иоанна) Руппель использовал уловку, чтобы спасти находящиеся под угрозой исчезновения книжные фонды в городской библиотеке от нацистов, которые сожгли книги на Халлеплац перед тогдашней ратушей. В 1934 году он был уволен с поста руководителя городской библиотеки и городского архива по политическим причинам и заменен Ричардом Дерчем. Но Руппель остался директором музея Гутенберга. Когда Ричард Дерч был снят с этой должности в 1943 году в связи с делом сотрудника библиотеки Элизабет Дарапски, Руппель снова был назначен директором городской библиотеки и архива (с испытательным сроком).
Осенью 1945 года стало известно, что французские оккупационные власти хотят вновь открыть Майнцский университет, который был закрыт французами в 1798 году, и Руппель выступил за то, чтобы университету было присвоено имя первого европейского печатника Иоганна Гутенберга. Он также упорно выступал за создание кафедры истории печати в Университете Майнца. Летом 1947 года Руппель получил должность профессора по книжному, письменному и полиграфическому делу в Университете Иоганна Гутенберга в Майнце, на так называемой «кафедре Гутенберга». С другой стороны, он резко высказался против слияния университетской библиотеки с городской библиотекой, которой он тогда руководил.
В 1950 году Руппель ушел с поста главы городской библиотеки Майнца. Должность директора музея Гутенберга он занимал до 1962 года.
Руппель изучал жизнь и творчество Иоганна Гутенберга, написал биографию немецкого первопечатника  и многочисленные трактаты. В 1925 году ему удалось приобрести второй том Библии Гутенберга для музея Гутенберга .
В 1919 году Алоис Руппель женился на Тее Баумейстер. От этого брака родились дочь и два сына.
Алоис Руппель умер в 21 июля 1977 года в возрасте 95 лет. Его могила находится на главном кладбище в Майнце.

## Награды
Руппель был почетным гражданином общины Нойхоф (земля Гессен) и города Майнца (1957).
В 1952 году награжден Крестом за заслуги перед Федеративной Республикой Германия, а в 1972 году — Большим крестом за заслуги перед ФРГ.
Здание бывшей католической начальной школы в Опперце, ныне клуба на церковной площади Святого Михаила в Опперце (район Нойхоф), носит его имя.
Руппель был почётным доктором двух американских университетов, действительным членом Академии наук в Эрфурте и кавалером Почетного легиона (Франция).